# مو (قارة)

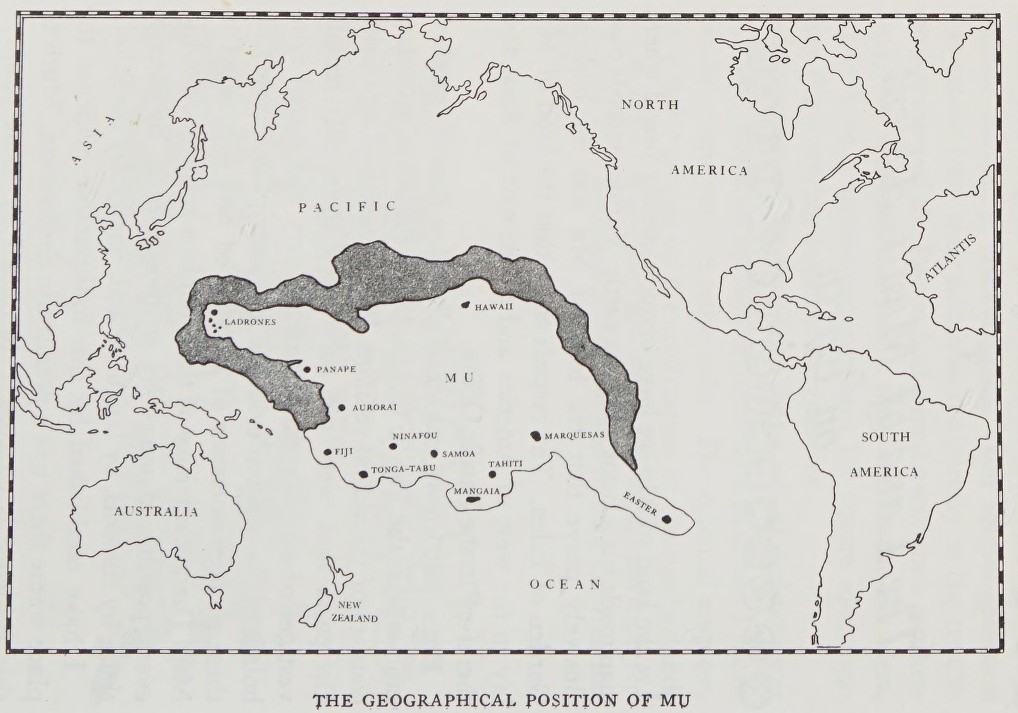
خريطة مو حسب جيمس شورشوارد

قارة مو أو القارة الفقودة مو ((بالفرنسية) Le continent perdu de Mu)، كثيرا ما يسميها البعض خطأ بليموريا. مو هي قارة أسطورية مغمورة حيث أن وجودها أعلن لأول مرة في القرن التاسع عشر من طرف الباحث أوغطس لو بلوجيون (Augustus Le Plongeon) الذي ارتكز على ترجمة براسور دو بوربور (Brasseur de Bourbourg) لمخطوطة ترو-كورتيسيانوس أو مخطوطة المايا (Codex tro-cortesianus) وقال إن موقعها بالمحيط الأطلسي كما أضاف أنها قبل اختفائها كانت قد نشرت حضارتها المتقدمة في أنحاء العالم كمثيلتها مدينة أتلانتيد الأسطورية 

## التاريخ
أول من تكلم في شأن القارة مو وكتب عنها هو الكولونيل جيس شورشوارد (1852-1936م) سنة 1926م في كتابه: «القارة المفقودة مو» والذي سبق بقليل طبع كتاب: «اكتشافات المحيط الكبير» لمؤلفه جولس هارمان.
أكد شورشوارد في كتابه أن الألواح المكتشفة في الهند والمكسيك والمكتوبة باللغة المقدسة لـمو وحيث أن كاهنا آسياويا علمه كيفية قراءتها لتثبت أن هذه القارة هي منبع كل الحضارات وحتى حضارة أتلنتيد. وبعد مغادرته الهند، يحكي شورشوارد أنه واصل البحث عن أدلة أخرى لوجود مو في التيبت ومصر ونيوزيلندا وجزيرة القيامة وقد حكى أنه وجد عدة كتابات بلغة مو.

## فرضيات
لدعم نظريتهم، قام العديد من الكتاب والباحثين كـجيمس شورشوارد ولويس كلود فانسون (1906-1988م) استعانوا بالبقايا الأثرية قي جزر المحيط الهادي، كالتماثيل في جزيرة القيامة والآثار في جزيرة بونبي ليشيروا في خضم ذلك أن الشعوب التي تأهلها اليوم ليست لها لا تكنلوجيا ولا علم يسمحان لها بعمل ذلك. بالموازاة مع ذلك فإن تلك الشعوب تروي قصة أرض غمرها الطوفان وترك سكانها تلك التماثيل كشاهد عليهم. وكون ليموريا هي قارة مو بقي محل جدال وبقيت النظريات والحجج تراوح بين الأدلة وترابطها.

## التناقض
الانتقاد الأساسي لهذه النظرية هو أن ألواح ناكال التي تحدث عنها شورشوارد لم يرها أحد سواه. ووقال البعض أن هذه القارة ماهي إلا من وحي خياله حيث أنه ارتكب أخطاء في اقتفاء الأدلة ومنهجية كتابته. وزعم آخرون أن وجودها غير معقول لعدة اعتبارات.

## من كتب عن قارة مو
- مو القارة المفقودة لـجيمس شورشوارد ؛
- الجنة الفقودة مو لـلويس كلود فانسون ؛
- العالم السري لمو لـجيمس شورشوارد؛
- العالم الغيبي لمو لـجيمس شورشوارد ؛
- ملف مو لـهانس ستيفان سونتيسون.